# Chandelier
"Chandelier" é uma canção da cantora australiana Sia Furler, gravada para o seu sexto álbum de estúdio 1000 Forms of Fear. Foi composta pela própria intérprete em conjunto com Jesse Shatkin, que com o auxílio de Greg Kurstin, também tratou da sua produção. O seu lançamento ocorreu a 17 de Março de 2014 através da Monkey Puzzle Records e RCA Records, servindo como primeiro single do disco. A faixa foi considerada a melhor de 2014 pela revista musical americana Billboard.

## Faixas e formatos
| Descarga digital |              |         |  |
| N.º              | Título       | Duração |  |
| 1.               | "Chandelier" | 3:36    |  |

## Desempenho nas tabelas musicais

### Posições
| Tabela musical (2014)                            | Melhor posição |
| ------------------------------------------------ | -------------- |
| Alemanha - Media Control AG                      | 10             |
| Austrália - ARIA Singles Chart                   | 2              |
| Áustria - Ö3 Austria Top 40                      | 2              |
| Bélgica - Ultratop 50 (Flandres)                 | 8              |
| Bélgica - Ultratop 50 (Valónia)                  | 2              |
| Canadá - Canadian Hot 100                        | 10             |
| Dinamarca - Tracklisten                          | 6              |
| Escócia - Scottish Singles Chart                 | 4              |
| Estados Unidos - Billboard Hot 100               | 8              |
| Estados Unidos - Billboard Pop Songs             | 13             |
| Estados Unidos - Billboard Dance/Club Play Songs | 1              |
| Finlândia - Suomen virallinen lista              | 5              |
| França - SNEP                                    | 1              |
| Grécia - (Billboard)                             | 1              |
| Irlanda - IRMA                                   | 22             |
| Israel - Media Forest                            | 1              |
| Luxemburgo - Luxembourg Digital Songs            | 7              |
| Noruega - VG-lista                               | 4              |
| Nova Zelândia - NZ Top 40 Singles                | 3              |
| Países Baixos - Mega Single Top 100              | 27             |
| Portugal - Portugal Digital Songs                | 2              |
| Reino Unido - UK Singles Chart                   | 6              |
| Suíça - Schweizer Hitparade                      | 2              |
| Suíça (Romandie)                                 | 1              |

### Certificações
| País          | Provedor | Certificação |
| ------------- | -------- | ------------ |
| Austrália     | ARIA     | Ouro         |
| Itália        | FIMI     | 5× Platina   |
| Nova Zelândia | RMNZ     | Ouro         |

## Histórico de lançamento
| País           | Data                | Formato          | Editora discográfica |
| -------------- | ------------------- | ---------------- | -------------------- |
| Brasil         | 17 de Março de 2014 | Descarga digital | Monkey Puzzle, RCA   |
| Estados Unidos | 17 de Março de 2014 | Descarga digital | Monkey Puzzle, RCA   |
| França         | 17 de Março de 2014 | Descarga digital | Monkey Puzzle, RCA   |
| Portugal       | 17 de Março de 2014 | Descarga digital | Monkey Puzzle, RCA   |
| Suíça          | 17 de Março de 2014 | Descarga digital | Monkey Puzzle, RCA   |